# Rodney Sieh
Rodney Sieh är en liberiansk journalist. Efter att första liberianska inbördeskriget börjat skrev han om massakrer. Han flydde 1992 till Gambia, där han rapporterade åt sin onkel Kenneth Bests tidning Daily Observer om dödanden och försvinnanden efter Yahya Jammehs statskupp. På grund av Yahya Jammeh måste han 1994 fly till London. Han har studerat och arbetat åt flera tidningar i USA. Han återvände till Liberia och grundade 2005 nätsidan och senare tidningen FrontPage Africa. Tidningen har skrivit om elitens korruption och sociala orättvisor.
Sieh fängslades 20 augusti 2013 eftersom han vägrade betala närmare 1,2 miljoner euro i ersättning åt Chris Toe. 13 november meddelade Toe att han inte längre kräver ersättning.